# Tour della nazionale maschile di rugby a 15 delle Tonga 2012
Nel corso del suo tour di fine 2012, la Nazionale tongana di rugby a 15 ha in programma tre test match e un incontro con il Newcastle Falcons, squadra che milita in prima divisione inglese.
I test match previsti sono a Brescia contro l'Italia, a Colwyn Bay (Galles) contro gli Stati Uniti e ad Aberdeen contro la Scozia.
Nell'incontro con l'Italia i tongani hanno messo in mostra molta fisicità, soprattutto a opera della propria prima linea, reparto cui si è contrapposto quello analogo dell'Italia: tre delle cinque mete totali dell'incontro sono infatti venute da giocatori del pacchetto degli avanti, i piloni Taumalolo e Cittadini e il tallonatore Ghiraldini; le altre due mete sono state una tecnica per l'Italia e una di Fetu'u Vainikolo, quando Tonga era già sotto per 16-28, per un risultato finale che ha visto l'Italia prevalere per 28-23, vittoria importante in ottica-ranking IRB che decide l'ordine di sorteggio dei gironi della Coppa del Mondo di rugby 2015 in programma in Inghilterra.
Il match infrasettimanale è stato vinto dai Falcons per 24-13, anche se il XV di Tonga è riuscito a mettere a terra due mete; nel successivo test in Galles Tonga ha ribaltato un punteggio che a 20' dalla fine la vedeva soccombere per 5-13 contro gli Stati Uniti e, con due mete trasformate e un calcio, si è aggiudicata l'incontro per 22-13.

## Risultati

### I test match
| Arbitro: | Greg Garner |

|                                           |      |                                 |
| 6' Cittadini, 39' Ghiraldini, 62' tecnica | mt   | 34' Taumalolo, 67' F. Vainikolo |
| 39' e 62' Burton                          | tr   | 34' e 67' Apikotoa              |
| 13', 29' e 52' Burton                     | c.p. | 3', 11' e 24' Apikotoa          |

| Arbitro: | Francisco Pastrana |

|                      |      |                                         |
| 38' Shaw             | mt   | 10' Vainikolo, 65' Tuineau, 75' Piukala |
| 38' e 45' Pangelinan | tr   | 65' e 75' Apikotoa                      |
| 28' Pangelinan 2     | c.p. | 60' Lilo                                |

| Arbitro: | Mathieu Raynal |

|                                  |      |                               |
|                                  | mt   | 51' Lokotui, 65' F. Vainikolo |
|                                  | tr   | 51' Apikotoa                  |
| 10', 38', 46', 55' e 61' Laidlaw | c.p. | 5', 64' e 72' Apikotoa        |

### Gli altri incontri
| Arbitro: | Sean Davey |

|                             |      |                   |
| MacLeod, tecnica, S. Wilson | mt   | 5' Fono, 74' Helu |
| J. Hodgson 3                | tr   |                   |
| 80' J. Hodgson              | c.p. | Paea              |